# 亨特縣 (德克薩斯州)
亨特縣（英語：Hunt County）位美国德克萨斯州東北部的一個郡，面積2,284平方公里。根据2020年美國人口普查，共有人口99,956人。縣治格林維爾（Greenville）。該縣成立於1846年4月11日，縣政府成立於7月12日。縣名紀念德克萨斯共和国海軍部長小梅穆坎·亨特。